# Il villaggio del peccato
Il villaggio del peccato (titolo originale: Бабы рязанские (Baby rjazanskie, Le donne di Rjazan'), è un film muto sovietico del 1927 diretto da Ol'ga Preobraženskaja con la collaborazione di Ivan Pravov. 
La prima del film si tenne il 13 dicembre 1927.

## Trama
Nella primavera del 1914, in un villaggio contadino della provincia di Rjazan', Vasilij, un autoritario proprietario terriero, decide di far sposare il figlio Ivan con Anna, una ragazza orfana. La decisione viene presa senza consultare i due giovani, ma questi, che già si amavano, ne sono felici. Invece sua figlia Vasilisa, di sua iniziativa va a convivere con Nikolaj, un fabbro che Vasilij disprezza per la sua umile condizione sociale.
Pochi mesi dopo il matrimonio, scoppia la guerra. Ivan, Nikolaj e gli altri giovani partono per i fronti del conflitto. Vasilij, che era già infatuato della nuora, dopo due anni ne approfitta per violentarla. Dalla violenza nasce un bambino. Alla fine della guerra, Nikolaj ritorna sano e salvo e riprende la sua vita con Vasilisa. Quando anche Ivan, che era stato fatto prigioniero, ritorna finalmente al villaggio, scopre lo scandalo. Anna si suicida e Vasilisa si prenderà cura del bambino.

## Produzione
Le donne di Rjazan', che costò 46.000 rubli e ne incassò 210.000 in 15 mesi, ebbe un grande successo, non soltanto in Unione Sovietica. La drammatica vicenda di amori, di gelosie, di passioni, è sviluppata in modo lineare, è recitata secondo la tradizione realistica ed è presentata senza complicazioni stilistiche. La rappresentazione della vita quotidiana di un villaggio contadino, i costumi degli abitanti, le sue feste, il lavoro nei campi della sterminata pianura russa, era idonea a suscitare l'interesse del pubblico.
Nel 1929 la Bryher definì Le donne di Rjazan' « il film più morale che abbia mai visto ». Come Vasilij rappresenta il « padre padrone », così il personaggio di Anna incarna la figura della donna tradizionale, sottomessa, incapace di reagire ai soprusi, e perciò vittima, e si contrappone a quella di Vasilisa, in grado di sfidare i valori consolidati e i pregiudizi, rendendosi artefice del proprio destino.